# Sa'ud bin Abd al-Aziz bin Muhammad bin Sa'ud
Saʿūd bin ʿAbd al-ʿAzīz bin Muḥammad bin Saʿūd Āl Saʿūd (in arabo سعود الكبير بن عبد العزيز بن محمد آل سعود‎?; Penisola arabica, ... – Dirʿiyya, 1814), sovrano del Primo Stato Saudita dal 1803 al 1814. Durante il suo regno, annesse le città sante di La Mecca e Medina, sottraendole all'Impero ottomano. Egli creò il più grande impero arabo degli ultimi 1300 anni.

## Biografia
Suo padre lo aveva messo a capo delle truppe che conquistarono Karbala nel 1802. A causa del saccheggio e dei massacri perpetrati in città durante l'attacco, divenne noto come il "macellaio di Karbala".
La Casa di Sa'ud durante il suo regno estese il suo dominio al di là del Najd, nel Hegiaz, arrivando alla cattura di La Mecca e Medina. Il regno di Sa'ud fu un periodo di pulizia religiosa nella Penisola arabica. Durante il suo regno, gli attacchi ai santuari in Iraq proseguirono. I sauditi purificato la Kaʿba a La Mecca e distrussero le tombe di numerosi notabili musulmani a Medina. Questo avvenne in conformità al pensiero wahhabita di tornare alle origini dell'Islam, evitando ogni forma di idolatria che secondo loro si attuava anche realizzando delle tombe che non fossero semplici fosse anonime. Le forze di Sa'ud sentivano di emulare l'esempio di Maometto che distrusse gli idoli quando riconquistò La Mecca.
Questa pulizia religiosa non venne vista bene dagli altri musulmani. Ritenevano queste azioni estreme e rimasero sconvolti che le città sante fossero state prese così facilmente. L'Impero ottomano non voleva cedere il controllo sulle città alle tribù locali. Essi però non potevano riprenderle per conto proprio dato che la maggior parte delle loro milizie erano impegnate in Europa. A Mehmet Ali, viceré d'Egitto, fu quindi assegnato il compito di riconquistare i territori arabi. Uno dei suoi figli, al comandando delle truppe egiziane, riuscì a riconquistare l'Hegiaz nel 1812.
Sa'ud morì a Dirʿiyya nel 1814.